# Никопољ (Бугарска)
Никопољ (буг. Никопол) град је у Републици Бугарској, у северном делу земље, седиште истоимене општине Никопољ у оквиру Плевенске области.
Никопољ познат као једна од древних престоница Бугарске, иако је ово био свега две године при крају 14. века. У то време, 1396. године, овде се одиграла чувена битка код Никопоља.

## Географија
Положај: Никопол се налази у крајњем северном делу Бугарске. Од престонице Софије град је удаљен 210 km североисточно, а од обласног средишта, Плевена град је удаљен 52 km северно.
Рељеф: Област Никопоља се налази у области бугарског Подунавља. Град се сместио у бреговитом подручју до Дунава, на веома покренутом тлу — доњи део града уз Дунав је на 25-40 m надморске висине, док је горњи и преко 100 m.
Клима: Клима у Никопољу је конитнентална.
Воде: Никопољ се развио на Дунаву, близу ушћа важне бугарске реке Осам у њега.

## Историја
Област Никопоља је првобитно било насељено Трачанима, а после њих овом облашћу владају стари Рим и Византија. Јужни Словени ово подручеје насељавају у 7. веку. Од 9. века до 1395. године област је била у саставу средњовековне Бугарске. Последње две године бугарске власти (1393—1395) град је био и последња престоница средњовековне Бугарске.
Године 1396. код Никопоља се десила веома битна битка у време турског надирања у Европу, позната као битка код Никопола. После тога је област Никопола пала под власт Османлија, који владају облашћу 5 векова. Град тада губи значај, који није повратио до данас.
У Никопољу је средином 19. века чувени српски богаташ, трговац и бродовласник "Капетан Миша" - Миша Анастасијевић имао сталну "камарашију". Радило се о трговачкој агенцији у којој су радили поуздани чиновници: пословођа, секретар, новчар (касир), две кантарџије и чувар.
Године 1878. Никопољ је постао део савремене бугарске државе. Насеље постаје средиште окупљања за села у околини, са више јавних установа и трговиштем.

## Становништво
По проценама из 2007. године, Никопољ је имао свега 4.000 ст. Огромна већина градског становништва су етнички Бугари. Остатак су махом Роми. Последњих деценија град губи становништво због удаљености од главних токова развоја у земљи.
Претежна вероисповест месног становништва је православна.

## Галерија
- Остаци средњовековне Цркве Св. Петра и Павла
- Фонтана на главном градском тргу
- Улаз у средњовековну тврђаву